# Cesáreo Chacaltana Reyes
Cesáreo Chacaltana Reyes, né à Lima le 25 février 1845 et mort dans la même ville le 14 novembre 1906, est un homme d'État péruvien.

## Biographie
Il est président du Conseil des ministres péruvien en 1893, 1894 et de 1901 à 1902, ministre des Affaires étrangères de 1886 à 1887, en 1893 et de 1901 à 1902, ministre de l'Intérieur en 1894, maire de Lima en 1886 et second vice-président du Pérou de 1894 à 1895.

### Sources
- (es) Cet article est partiellement ou en totalité issu de l’article de Wikipédia en espagnol intitulé « Cesáreo Chacaltana Reyes » (voir la liste des auteurs).